# ولکورت، کبک (بخش)
ولکورت (به فرانسوی: Valcourt) بخشی در منطقه شهری لو وال-سن-فرانسوا ناحیه استری در استان کبک کانادا است. در سرشماری سال ۲۰۱۱ این بخش ۹۸۱ نفر جمعیت داشته‌است و مساحت آن ۷۹٫۶۴ کیلومتر مربع است.